# Никос Сидерис
Никос Сидерис (грч. Νίκος Σιδέρης) је грчки психијатар, преводилац, песник и писац.

## Биографија
Рођен је 20. јануара 1952. у Атини. Студирао је медицину на Универзитету у Атини, постдипломске студије, специјализацију из психијатрије, историје, неуропсихологије и неуролингвистике је завршио у Паризу. Ради на Одсеку за психологију Пандио универзитета као психоаналитичар у настави, као психијатар, психоаналитичар и породични терапеут у Атини. Члан је Школе за психоанализу и Европске федерације психоанализе и психоаналитичке школе у Стразбуру. Његова књига Children do not need psychologists. They need parents! (Τα παιδιά δεν θέλουν ψυχολόγο. Γονείς θέλουν) је постала бестселер нефикције у Грчкој.

## Радови

### Поезија
- Gko, 1983.
- Circumnavigation or Overturn of Names, 1990.
- Tender Oarsman, 2000.
- The Art of the Grain, 2011.

### Фикција
- Love Song, 1998.
- The Ballad of Dust, 2003.
- A Song for Orpheus, 2011.

### Нефикција
- Inner Bilingualism, 1995.
- And yet they are talking – Adolescent discourse , 1999.
- Architecture and Psychoanalysis – Fantasy and Construction, 2006.
- Children do not need psychologists. They need parents!, 2009.
- As they have been told and heard –Secrets and truths from the psychoanalyst’s couch, 2008.
- Freud crypto-red? - History, theory, fantasy, 2009.
- You are not the only one playing. There are also others!, 2010.
- Eroticism in Art – Pictorial Fantasies, 2010.
- Talking with the child about the crisis, 2013.
- The Devil's Gospel — Political Psychology of the Crisis, 2014.
- Bullying: it can be beaten! A strategy for parents, teachers, children and everybody else, 2016.
- Loss - Mourning - Depression: Passion and Redemption, 2020.

### Преводи на грчки језик
- Карлос Кастанеда, Tales of Power, 1978.
- Вилхелм Рајх, Character Analysis: Technique, 1981.
- Вилхелм Рајх, Character Analysis: Theory of character formation, 1981.
- Вилхелм Рајх, People in Trouble, 1988.
- Вилхелм Рајх, Character Analysis: From psychoanalysis to orgone biophysics, 1990.
- Жан-Клод Брингје, Conversations with Jean Piaget, 1999.

### Радови написани на енглеском језику
- Џон Шенон Хендрикс и Лоренс Холм, Architecture and the Unconscious, Оксфорд 2016. Поглавље: Architecture and the Unconscious: Fantasy, Construction, and the Dual Spatiality.  978-1472456472

### Преводи на енглески језик
- Architecture and Psychoanalysis: Fantasy and Construction. Nikos Sideris. 14. 10. 2013. ASIN B00FWPBWZ0..

### Преводи на албански језик
- Fëmijët nuk duan psikolog, Duan prindër! (Children do not need psychologists. They need parents!)[7]